# Glossario musicale (R-Z)

## R
<Q-S>

### Rh
Abbreviazione per l'inglese "right hand" utilizzata negli strumenti a tastiera quando si prescrive l'utilizzo della mano destra in luogo della sinistra. Più comune, l'italiano m.d. (mano destra).

### Rake
Letteralmente "to Rake" significa "raschiare". Nella tecnica chitarristica il rake consiste nel produrre un rumore d' attacco generato dallo sfregamento del plettro su più note consecutive, tutte smorzate tranne l'ultima che produrrà la nota vera e propria.

### Real Book
Il R.B. è la raccolta di tutti gli spartiti jazz (standard) più noti, ne esistono molte versioni.
//⇒Real Book

### Rebab
//⇒Rebab

### Rec
Abbreviazione in uso negli organi per "Recitativo", una delle tastiere dello strumento, corrispondente ad uno dei corpi dell'organo (gli altri sono Grande Organo e Positivo).
//⇒Organo

### Recital
Concerto con strumento solista

### Registro

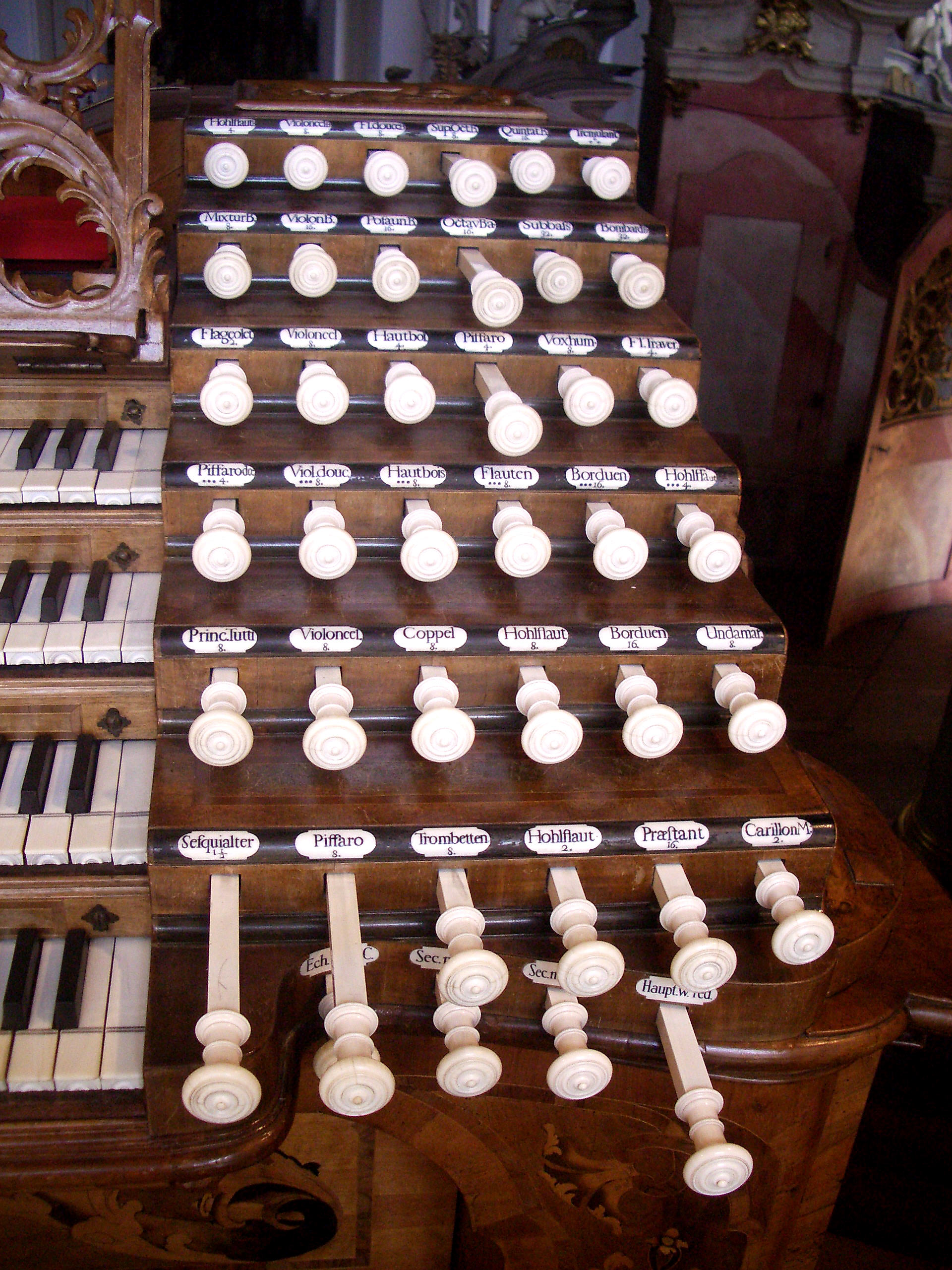
Pomelli a tiro che comandano i registri dell'organo di Weingarten (Germania).

1. Pomelli a tiro che comandano i registri dell'organo di Weingarten (Germania). Ambito nel quale, in una voce o in uno strumento, i suoni sono accomunati da un timbro e/o da una tecnica di emissione simile, tale da poter identificare nell'intera estensione più zone omogenee, dette appunto R..
2. Settore della gamma sonora propria di uno strumento o della voce di un cantante, spesso approssimativamente ripartito in grave, medio (o centrale) e acuto.
3. Nell'organo, insiemi di canne della stessa forma ma di lunghezza diversa, emettenti suoni di diversa altezza ma di medesimo timbro. La connessione tastiera-registro, che permette all'organista di ordinare a quella determinata tastiera di interconnettersi a quel determinato registro, avviene attraverso placchette, pulsanti, pomelli o leve posizionati sulla plancia e detti anch'essi R..

//⇒Organo; Registro (organo); Voce

### Registro vocale
1. Sono classificate in R. vocali le voci dei cantanti lirici (tenore, soprano, ecc.).
2. R. vocale indica anche un tipo di emissione contraddistinto da un particolare risuonatore (r. o voce di testa, di petto, ecc.).

### Relativa/o
Si dice di tonalità o scale con determinate relazioni fra loro.

### Release
//⇒ Bend; Bending; Glissando

### Requiem
Messa funebre

### Respiro
È un segno a forma di apostrofo posto sopra il rigo musicale. Indica il punto in cui il musicista deve sottolineare la fine di una frase musicale con una piccola pausa. Negli strumenti a fiato e nelle voci indica il punto più opportuno per l'inspirazione; negli altri strumenti indica comunque una breve interruzione del suono.

### Ribeca
//⇒ Ribeca

### Rigo musicale
Il rigo musicale è un sistema grafico utilizzato insieme alle note per indicare i suoni. Prevalentemente vengono annotati sia il ritmo che l'altezza ma viene usato anche per indicare solo uno dei due parametri. I R.m. più usati sono il monogramma, costituito da una sola linea, il tetragramma, quattro linee (ancora in uso nelle edizioni vaticane), il pentagramma, il più diffuso.

Pentagramma

Quando viene utilizzato per indicare le altezze, ad una delle linee, detta linea di chiave, viene associata una chiave, posta all'inizio della sezione interessata. A partire da quel punto, le note che si trovano sulla linea di chiave prenderanno nome ed altezza della chiave stessa, determinando di conseguenza anche nome ed altezza delle altre, poste alternatamente sulle linee e sugli spazi.
Guido d'Arezzo è stato riconosciuto uno dei promotori dell'uso sistematico del rigo musicale.
//⇒Rigo musicale

### Ripieno
Il ripieno è il massimo dell'orchestra barocca opposto al concertino che è l'insieme dei solisti nel concerto grosso.

### Risoluzione
Movimento armonico che serve a far terminare una tensione in maniera soddisfacente per l'ascoltatore. Risoluzione (musica)

### Risonanza, legatura di
È un segno utilizzabile solo negli strumenti a corda o a percussione. Si tratta di una linea curva il cui inizio viene posto su di una nota o su un accordo ma senza che questi siano collegati ad altra nota o accordo. Prescrive che la durata sia prolungata fino all'estinguersi del suono o fino alla nuova ripercussione del medesimo suono. Sul pianoforte e sul vibrafono è sinonimo del pedale di risonanza mentre sugli strumenti a corde pizzicate è sostituibile con l'indicazione l.v. (lasciar vibrare).

### Responsoriale
Modo di lettura dei salmi, soprattutto nella liturgia ebraica e alle origini di quella cristiana. Essa consiste nell'alternanza tra un coro (i fedeli) ed un solista (il parroco).

### Ritmo
Il R. è l'organizzazione dei suoni e dei silenzi. Non obbligatoriamente questa organizzazione deve avere dei connotati musicali. Può essere:
1. naturale, quando espressione presente spontaneamente in natura. Esempi di R. naturale possono essere considerati il battito cardiaco, le stagioni, l'alternarsi del giorno e della notte; in particolare, il R. giorno-notte viene considerato fondamentale per la vita non solo umana ma dell'intero mondo vivente del pianeta; da qui espressioni come R. circadiano, ultradiano o infradiano, vale a dire rispettivamente R. ad esso coincidenti oppure più o meno lunghi. Lo stimolo del sonno è un tipico R. circadiano.
2. artificiale, se creato dall'uomo. La musica è la forma più elevata ed artisticamente rilevante di R. nel mondo occidentale.

Una particolare forma di R. è l'isocronìa, il R. scaturito da una serie di eventi posti tutti simmetricamente equidistanti l'uno dall'altro. La maggior parte delle volte nelle quali comunemente si riconosce un R., esso è di tipo isòcrono (tutti gli esempi precedentemente fatti riguardo al R. naturale sono, ad esempio, isocroni; altri esempi possono essere il gocciolare di un rubinetto o il battito di un orologio).
Il R., secondo il concetto puramente musicale, si divide poi in:
- R. misurato, quando sono riconoscibili dei moduli ripetitivi e ricorrenti con base strettamente isocrona, come avviene tipicamente nella maggior parte del repertorio musicale occidentale;
- R. libero, quando l'organizzazione delle durate sfugge ad una qualsiasi forma di isocronia perché legata ad altri parametri, così come riscontrabile nel R. del canto gregoriano (o nel R. oratorio in genere) dove la parola è l'elemento chiave.

//⇒Ritmo

### Ritornello
Ripetizione di un segmento di una composizione.

### Rivolto
//⇒Accordo; Rivolto

### Rock
Rock

### Rumore
Rumore

## S
<R | T>

### Salmodia
Insieme dei salmi. Essi sono 150 e sono stati storicamente attribuiti al Re Davide, anche se ciò risulta molto improbabile.
//⇒Salmodia

### Salterio
Storicamente è l'antenato del Clavicembalo. Esso ha origini già dal primo millennio a.C., probabilmente giunto in Europa dall'Oriente durante le crociate. Assume le più svariate forme.
//⇒Salterio (strumento musicale)

### Sassofono
//⇒Sassofono

### Scala
//⇒Circolo delle quinte; Scala musicale

### Scat
Tecnica vocale tipica del jazz che consiste nel fraseggiare e improvvisare con la voce utilizzando delle sillabe o fonemi privi di senso simulando il suono e la dinamica di uno strumento a fiato.
//⇒Scat; Vocalese

### Semiografia
//⇒ Semiografia musicale

### Semitono
1. Per tradizione, nel sistema musicale occidentale il S. è considerato l'intervallo più piccolo. Due S. formano un tono. Nel sistema temperato equivale a 100 cent. /⇒Tono
2. S. cromatico. S. che intercorre tra due note omologhe, cioè aventi stesso nome (es. DO-#DO).
3. S. diatonico. S. che intercorre tra due note di nome diverso (es. MI-FA o DO-bRE).

è la più piccola distanza fra due suoni. Corrisponde a mezzo tono.
//⇒Intervallo;Semitono; Tono

### Sensibile
Per S. si intende il settimo grado di una scala che si trova ad un intervallo di semitono dalla tonica. Lo stesso grado se si trova ad un intervallo di tono dalla tonica prende il nome di sottotonica.
//⇒Scala

### Sestiade
Accordo di sei suoni. //⇒Accordo

### Sestina
Sei note suonate per battito.

### Settiade
Accordo di sette suoni. //⇒Accordo

### Setticlavio
L'insieme delle sette posizioni delle chiavi di Sol (violino, 2a linea), di Fa (baritono 3a linea, basso 4a linea) e Do (soprano 1a linea, mezzosoprano 2a linea, contralto 3a linea, tenore 4a linea).

### Settima, accordo di
//⇒ Accordo di settima

### Settima di dominante
//⇒ Settima di dominante

### Sforzato
Indicazione dinamica che richiede un'accentazione della nota o dell'accordo su cui è posto. Viene indicato con le abbreviazioni "sf" o "sfz". Viene anche indicato con il termine "Sforzando".
In molti casi invece il segno pare piuttosto significare "raggiunto con sforzo", il che implica un indugiare e trattenere l'energia tra la nota precedente e quella su cui è posto il segno Sf, la quale risulterà quindi dinamicamente sottolineata perché in essa si scarica anche l'energia prima trattenuta. Si tratta dunque di una situazione diversa dal mero incremento di valore dinamico e infatti si può benissimo dare il caso in cui lo Sf si esegua anche in dinamica piano o pianissimo

### Sincope
Effetto contrametrico ottenuto eludendo l'accento (2) metrico attraverso la percussione della nota su una parte disaccentata del metro e il successivo prolungamento sulla parte accentata seguente. Com'è noto, il prolungamento del suono è privo d'accentuazione e la sua sovrapposizione ad una parte metricamente accentata produce l'effetto tipico della S.:

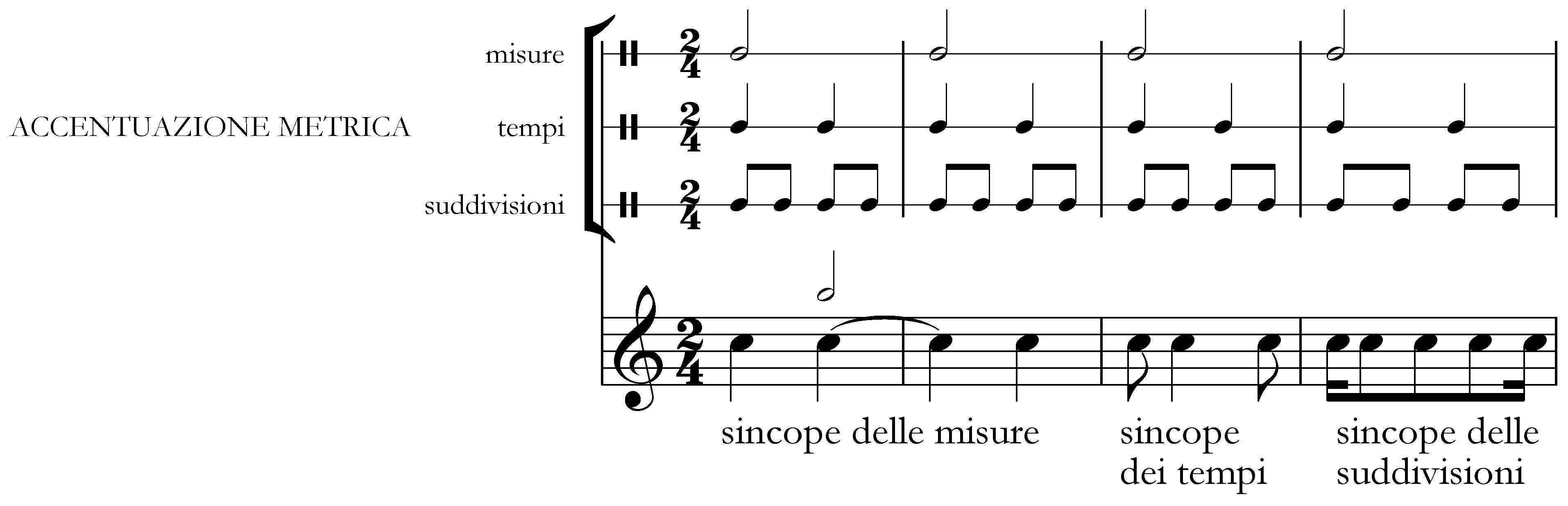
vari tipi di sincope

//⇒ Sincope

### Sinfonia
//⇒Sinfonia

### Sintetizzatore
//⇒Sintetizzatore

### Sistema
Si dice S. o accollatura la realizzazione grafica derivata dalla sovrapposizione di più righi da eseguirsi contemporaneamente. Segno obbligatorio è la linea di simultaneità, una linea verticale che lega tutti i righi tra loro, posta all'inizio dei righi musicali da unire. //⇒Partitura, Partitura.

### Slap
Tecnica usata prevalentemente con il basso elettrico, e più raramente con la chitarra, per cui la Corda (musica) viene "strappata" e rilasciata facendola così battere contro la tastiera dello strumento, provocando un effetto ritmico oltre che acustico.
//⇒Slap

### Slide
Tecnica analoga al glissando, ma il termine si riferisce quasi unicamente a chitarra e basso elettrico.

### Sonata
//⇒Sonata

### Sopradominante
Il grado di una scala sopra la dominante (quinto grado), ovvero il sesto grado.

### Soprano
//⇒ Soprano

### Sordina
//⇒ Sordina

### Sottodominante
Il grado di una scala sotto la dominante (quinto grado), ovvero il quarto grado.

### Sottotonica
Si intende per S. il settimo grado di una scala che si trova ad un intervallo di tono rispetto alla tonica. Se si trovasse ad un intervallo di semitono lo stesso grado della scala prenderebbe il nome di sensibile.
//⇒Sensibile

### Spartito
Riduzione per voci e pianoforte di una composizione originariamente concepita per voci e orchestra.
//⇒Cartina; Libro corale; Partitura (4) vocale; Particella

### Spartitino
Partitura che presenti solo gli strumenti che appartengano alla stessa famiglia strumentale o abbiano altro tipo di affinità.
//⇒Partitura

### Spinetta
//⇒Spinetta

### Staccato, spiccato
Articolazione consistente nel suonare una o più note separandole dalla nota successiva.
//⇒Staccato

### Standard
//⇒ Standard

### Stanghetta di misura
Linea verticale posta sul rigo musicale a delimitare il passaggio da una misura all'altra.

### Stile galante
//⇒Stile galante

### Strepitoso
Didascalia usata per prescrivere una esecuzione estremamente forte e veloce.
//⇒ Strepitóso, su Vocabolario on line, treccani.it, Treccani, La Cultura italiana. URL consultato il 22 aprile 2017.

### Suite
//⇒ Suite (musica)

### Suono
Vibrazione acustica che determina uno stimolo del senso dell'udito, il suono viene prodotto da un'onda sferica generata dalla compressione e dall'espansione del mezzo di propagazione. Le caratteristiche acustiche sono:
1. altezza, dipendente dalla frequenza dell'onda, misurato in Hertz (Hz)
2. intensità, legato all'ampiezza dell'onda, misurato in decibel (decibel)
3. timbro, che dipende dalla proporzione tra i diversi suoni armonici che costituiscono il suono e che determinano la forma dell'onda
4. durata, prolungamento del S. nel tempo, misurato in ore, minuti, secondi, ecc

- La velocità del suono è di circa 340 metri al secondo.
- Il campo di udibilità, vale a dire la soglia di frequenza al di sotto e al di sopra della quale il nostro orecchio non riesce più a percepire suoni, è compresa tra 20 Hz e 20.000 Hz. Si dicono infrasuoni le frequenze più basse di 20 Hz e ultrasuoni quelle più alte di 20.000 Hz.
- Il suono inoltre viene classificato come determinato se ha caratteristiche tali da permettere l'individuazione della frequenza e indeterminato se talmente ricco di armonici da rendere impossibile la percezione di quello fondamentale (che dà l'altezza).

### Suono omofono
Il suono omofono è un termine per identificare due note dal suono identico per esempio il do diesis e il re bemolle.

### Sweller
Una delle staffe dell'organo a canne. Aumenta progressivamente il numero di registri. Sw; Sweller

### Sweep-picking
//⇒ Sweep-picking

## T
<S | U>

### Tab's
Sistema facile per leggere la musica scritta sulle righe corrispondenti alle corde di uno strumento a corde.

### Tacet
Locuzione latina che appare talvolta sulle parti staccate dei musicisti di un'orchestra. Indica in generale "non suonare" e può riguardare un intero movimento/atto (invece di scrivere tutte le battute con pause si scrive molto più brevemente "tacet" senza rigo musicale) oppure una ripetizione (ad es.: "tacet la prima volta", ovvero suona solo la seconda volta).
//⇒Tacet

### Tagli addizionali
Continuazioni momentanee del pentagramma per scrivere note le quali, a causa di una altezza troppo bassa o troppo alta per essere rappresentata graficamente sul pentagramma, necessitanno di ulteriori righi. Il taglio addizionale può essere in testa (le note che vengono tagliate al centro da questi piccoli trattini) o in gola (quando i trattini si pongono tra la linea e il tondino).

### Temperamento
Per Temperamento si intende un sistema di accordatura di uno strumento a tastiera. 
- La prima forma storica di temperamento nacque con la scuola pitagorica attorno al V secolo a.C. L'accordatura pitagorica partiva da una base fisica, la consonanza di 5ª giusta, e poi procedeva con calcoli matematici fino a giungere all'individuazione dei rimanenti intervalli. Può definirsi, quindi, un T. di tipo speculativo, da un lato, e dall'altro del tutto sufficiente a descrivere la realtà musicale greca, incentrata sulla monodia. Limite numerico dell'accordatura pitagorica era il 4, secondo quanto dettato dal concetto filosofico di tetraktìs. Caratteristiche di questo T. sono gli intervalli di 3ª e, conseguentemente, di 6ª, molto dissonanti.
- Nel 1500 Gioseffo Zarlino codificò un T. che aveva già avuto sperimentazione pratica precedentemente e che, con l'inarrestabile ascesa della musica strumentale, si faceva sentire come riforma urgente. Nell'accordatura, detta naturale, gli intervalli di 3ª e di 6ª sono accordati estendendo i rapporti numerici semplici dei pitagorici. Le 3e e le 6e, risultando coincidenti con la serie degli armonici naturali, possono ora essere liberamente utilizzate nella formazione degli accordi sugli strumenti da tasto. Anche l'accordatura zarliniana aveva però il grave difetto di concedere trasposizioni limitate in quanto tutti gli intervalli si presentavano in due diverse forme: grande e piccolo (con la trasposizione gli intervalli grandi potevano situarsi al posto dei piccoli, compromettendo le consonanze). Da notare infine come, in quel periodo, la serie degli armonici naturali non fosse ancora stata scoperta; la coincidenza tra rapporti numerici e consonanze armoniche fu, quindi, fortuita o tutt'al più suggerita a livello istintivo.
- Nel periodo barocco le accordature si moltiplicarono. Citiamo l'accordatura mesotonica (raffronto tra terze pitagoriche e mesotoniche: ) e quella barocca, con le quali si tentava di supplire ai difetti traspositivi del T. naturale, sempre con risultati limitati (un esempio di come suona una formula di cadenza in DO e in RE bemolle maggiore nell'accordatura mesotonica: ). Una curiosità: Johann Sebastian Bach utilizzò diverse forme di T. e, per quanto sperimentasse con successo il T. equabile (vedi oltre) nel primo libro del Clavicembalo ben Temperato (temperato, cioè accordato), negli anni seguenti ritornò a comporre le Sinfonie (oggi conosciute come Invenzioni a tre voci) basandosi sul principio dell'accordatura barocca, probabilmente venendo incontro a chi, in quegli anni, ancora non praticava la nuova accordatura. L'accordatura mesotonica, dal canto suo, fu molto utilizzata, specialmente nell'accordatura degli organi. In essa tutte le quinte sono calanti, esempio chiaro di come il regno della quinta giusta intaccabile stava ormai vacillando.
- Il T. equabile nacque, dopo il lungo periodo di sperimentazione del barocco, nel 1691 dal teorico tedesco Andreas Werckmeister e prevedeva l'abbattimento della consonanza perfetta di 5ª e di 3ª, i due intervalli sui quali si era concentrata l'attenzione dei teorici precedenti, a favore di una ripartizione equidistante dei 12 semitoni del totale cromatico. Con questa nuova accordatura, in voga tutt'oggi su tutti gli strumenti a tastiera, decaddero le differenze tra le tonalità, dando la possibilità di utilizzare tutte le scale, alcune delle quali non avevano avuto alcuna applicazione pratica, fino a quel momento, se non sporadica (esempio di formula cadenzale in DO e in RE bemolle maggiore con l'accordatura Werckmeister: ).

//⇒ Temperamento

### Tempo
//⇒ Tempo

### Tempo di marcia
//⇒Alla marcia

### Tenor
//⇒Tenor

### Tenore
//⇒Tenore

### Teremin
//⇒Theremin

### Terzina
Gruppo irregolare costituito, nella forma più semplice, da un gruppo di tre note avente durata equivalente a due note della medesima durata. Spesso è posto su un tempo di un metro semplice (in cui i tempi sono cioè divisi in due suddivisioni), interrompendo quindi il regolare scorrere delle pulsazioni binarie interne. Si indica con un piccolo "3" accompagnato o meno da legatura (o parentesi quadra) sopra o sotto la figura stessa. Pur essendo suoni più brevi delle figure binarie, all'ascolto la T. dà spesso un'impressione di tranquillità, dilatazione e circolarità della frase musicale.
//⇒Terzina

### Tessitura
Estensione (gamma di note eseguibili) di una voce o di uno strumento. In campo vocale, spesso si intende per tessitura l'ambito caratteristico e ottimale associato ad una determinata tipologia vocale, che è più ristretto rispetto all'estensione totale della voce.

### Tetico
Attacco tetico, o in battere: è l'attacco di un brano in cui la battuta iniziale è intera, quindi l'accento cade sulla prima nota.

### Tetracordo
//⇒Tetracordo

### Theremin
//⇒Theremin

### Timbro
Per T. si intende quella caratteristica sonora che permette di distinguere il suono in base al suo "colore". Concorrono alla formazione del T. sia la forma dell'onda acustica, e quindi la presenza o meno di armoniche, ma anche il transitorio d'attacco e di estinzione del suono.
//⇒ Timbro (musica)

### Tonalità
Disposizione gerarchica dei gradi di una scala nei confronti di un suono principale detto tonica.
//⇒ Tonalità

### Tonica
//⇒ Grado; Scala; Scala; Tonica

### -tonico
Suffisso utilizzato per indicare il numero di altezze delle quali è formata una scala. Ad es., scala penta-T. è una scala formata da 5 suoni mentre la scala epta-T. ne ha 7.

### Tono
Unione di due semitoni
//⇒ Tono

### Transitorio
Sono detti T. d'attacco e d'estinzione i due momenti nei quali si passa dal silenzio al suono e, viceversa, dal suono al silenzio. Sono elementi importantissimi nella formazione del timbro e variano da strumento a strumento.

### Trading four, trading height
//⇒ Chase

### Trascrizione
Adattamento di un brano musicale a uno strumento (o, più in generale, a un organico) diverso da quello per cui è stato originariamente composto. Può richiedere la trasposizione del brano dalla tonalità originale a un'altra. Particolarmente frequenti sono le trascrizioni per strumento a tastiera di brani orchestrali. A volte viene usato come sinonimo di arrangiamento e di elaborazione.
//⇒Arrangiamento; Elaborazione; Trascrizione

### Trasposizione
Adattamento di un brano, impiegando una tonalità differente rispetto all'originale. Spesso usata per accomodare le preferenze di cantanti o strumenti con registro limitato.

### Tredicesima
//⇒ Accordo; Accordo di tredicesima

### Triade
Accordo di tre suoni. //⇒ Accordo, Triade

### Trillo
//⇒Trillo

### Trio
//⇒Trio

### Tritono
//⇒ consonanza, Intervallo, Tritono

### Tromba
//⇒Tromba

### Tromba marina
//⇒Tromba marina

### Trombone
//⇒ Trombone

### Tropo
//⇒Tropo

### Trovatori
//⇒Trovatore

### Tuba
//⇒Tuba

## U
<T | V>

### Ukulele
//⇒Ukulele

### Unìsono
Indica l'atto di suonare la stessa nota contemporaneamente da parte di due musicisti, o da parte di due strumenti differenti.

### Uptempo
Indica un ritmo veloce, vivace e in aumento.

### Ut
Indica il nome del primo dei sei suoni del sistema esacordale teorizzato da Guido d'Arezzo. Nella nomenclatura attuale è il Do.
//⇒ Ut

## V
<U | W>

### Legatura di valore
//⇒Legatura di valore

### Valore
//⇒Durata

### Metro variabile
Metro variabile

### Vibrafono
//⇒Vibrafono

### Vibrato
//⇒Vibrato

### Viella
//⇒Viella

### Vihuela
//⇒Vihuela

### Viola
//⇒Viola

### Violino
//⇒Violino

### Violoncello
//⇒Violoncello

### Virga
//⇒ Virga

### Chiave di violino
//⇒Chiave di violino

### Chiave di violino francese
//⇒Chiave di violino francese

### Virginale
//⇒Virginale

### Vocalese
//⇒ Vocalese

### Voce
//⇒ Voce, Voce, Canto
- Suono emesso da un essere umano tramite le corde vocali per parlare, cantare, ridere, piangere, urlare, ecc.: //⇒ Voce
- Una delle parti melodiche che costituiscono una composizione musicale: //⇒ Voce (musica)

### Voicing
//⇒Voicing

### Volata
Un tipo di abbellimento del canto che consiste in una veloce successione di un gruppo di note in scala.

### Volta
Nota di V. /⇒Note ornamentali melodiche

## W
<V | X>

## X
<W | Y>

### Xilofono
//⇒Xilofono

## Y
<X | Z>

## Z
<Y | A>